# 英州 (南汉)
英州，中国古代设置的一个州，治所在今广东省英德市。
南汉乾亨四年（920年），在兴王府浈阳县置英州，领浈阳县。北宋开宝六年（973年），浛洸县改属英州。乾兴元年（1022年），避宋仁宗赵祯讳，改浈阳县为真阳县。宣和二年（1120年），英州被赐郡名真阳郡。南宋庆元元年（1195年），升英州为英德府，属广南东路。